# 朱马特·哈吉·亚当
朱马特·哈吉·亚当（Jumaat Haji Adam，1956年—）是专业于猪笼草属食虫植物的植物学家和分类学家。
亚当已描述了大量的猪笼草类群，大多数是与C·C·威尔科克合作进行的，其中的物种包括法萨猪笼草（N. faizaliana）和马普鲁山猪笼草（N. mapuluensis），自然杂交种包括阿里猪笼草（N. × alisaputrana）、沙捞越猪笼草（N. × sarawakiensis）和沙礼花－哈萨猪笼草（N. × sharifah-hapsahii）。